# Марика (Бразилия)
Марика (порт. Maricá) — муниципалитет в Бразилии, входит в штат Рио-де-Жанейро. Составная часть мезорегиона Байшадас-Литоранеас. Входит в экономико-статистический микрорегион Лагус. Население составляет 105 294 человека на 2007 год. Занимает площадь 362 км². Плотность населения — 290,9 чел./км².
Покровителем города считается Богоматерь ду-Ампару.

## История
Город основан 26 мая 1814 года. 

## Статистика
- Валовой внутренний продукт на 2005 год составляет 667 074 000,00 реалов (данные: Бразильский институт географии и статистики).
- Валовой внутренний продукт на душу населения на 2005 год составляет 6974,00 реалов (данные: Бразильский институт географии и статистики).
- Индекс развития человеческого потенциала на 2000 год составляет 0,786 (данные: Программа развития ООН).

## География
Климат местности: тропический.